# Polyrhachis karawaiewi
Polyrhachis karawaiewi é uma espécie de formiga do gênero Polyrhachis, pertencente à subfamília Formicinae.